# 去甲一叶萩碱
去甲一叶萩碱是一种含氮有机化合物，分子式C12H13NO2，比一叶萩碱少一个桥联亚甲基，属于吡咯里西啶类生物碱，存在于珠子草（Phyllanthus niruri）等植物中。